# عبير أباد (حومة دامغان)
عبیر أباد (بالفارسية: عبیرآباد) هي مستوطنة تقع في إيران في منطقة مركزية ريفية. يقدر عدد سكانها بـ 59 نسمة بحسب إحصاء 2016.